# Charles Plumb
Charles Plumb (né le 13 novembre 1899, mort le 19 janvier 1982) est un dessinateur de comics américain, connu en particulier pour la série comics Ella Cinders publiée à partir de 1925.

## Biographie

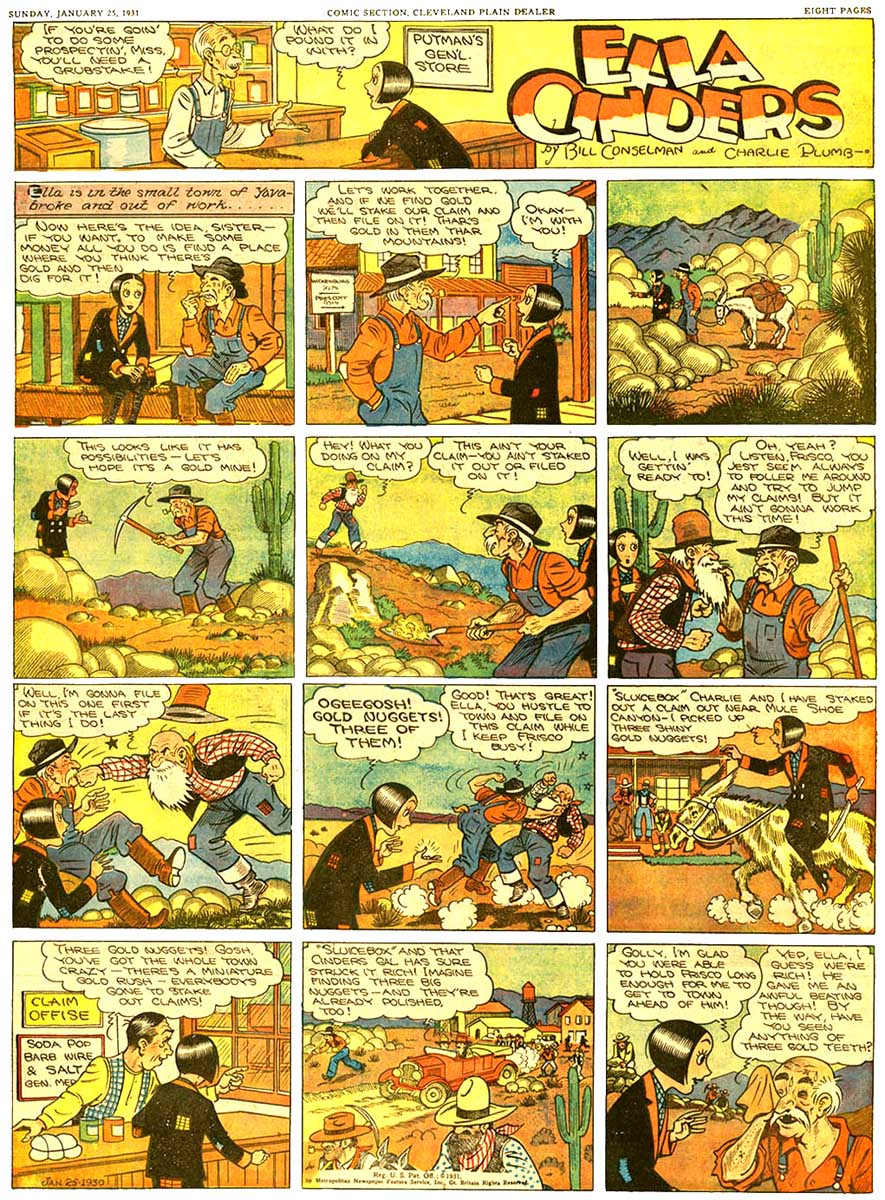
Une page du comic Ella Cinders parue en janvier 1931.

Né à Joplin dans le Missouri, il déménage à l'âge de 15 ans à Baxter Springs dans le Kansas où son père était ingénieur des mines. Il fait des études de journalisme, d'art et de publicité à l'Université du Missouri, puis travaille comme dessinateur pour des journaux de Chicago, de Los Angeles et d'autres villes. Alors qu'il est employé par le Los Angeles Times, il rencontre le scénariste William Conselman, et ils créent ensemble la bande dessinée Ella Cinders pour le Metropolitan Newspaper Service devenu ultérieurement l'United Feature Syndicate. Ella Cinders est une variation sur l'histoire de Cendrillon, qui accède à la page dominicale en 1927, et continue à être publié jusqu'en 1961. Il emploie plusieurs assistants, dont Fred Fox à partir de 1940.